# Formación de Wessex
La Formación de Wessex es una formación geológica británica rica en fósiles del Cretácico inferior, entre el Berriasiense al Barremiense  (aproximadamente hace 145–125 millones de años). Forma parte del Grupo Wealden y subyace a la más joven Formación Vectis  y superpone a la Formación Durlston. La litología dominante de esta unidad es lutita con alguna arenisca intercalada. Es parte  de los estratos de la Cuenca de Wessex, expuesta tanto en la Isla de Purbeck y la Isla de Wight. Mientras las secciones de Purbeck son en gran parte estériles de restos vertebrados, las secciones de la Isla de Wight son bien conocidas por producir la fauna más rica y más diversa del Cretácico Temprano de Europa.

## Historia Nomenclatural
La Formación de Wessex históricamente se ha llamado alternativamente el "Abigarrado Marls y Areniscas", un nombre utilizado por W. J. Arkell en su mapa de la Isla de Purbeck de 1947 así como el "Wealden Marls". Obtuvo su nombre actual por Daley y Stewart en 1979

## Estratigrafía y Litología

### Introducción

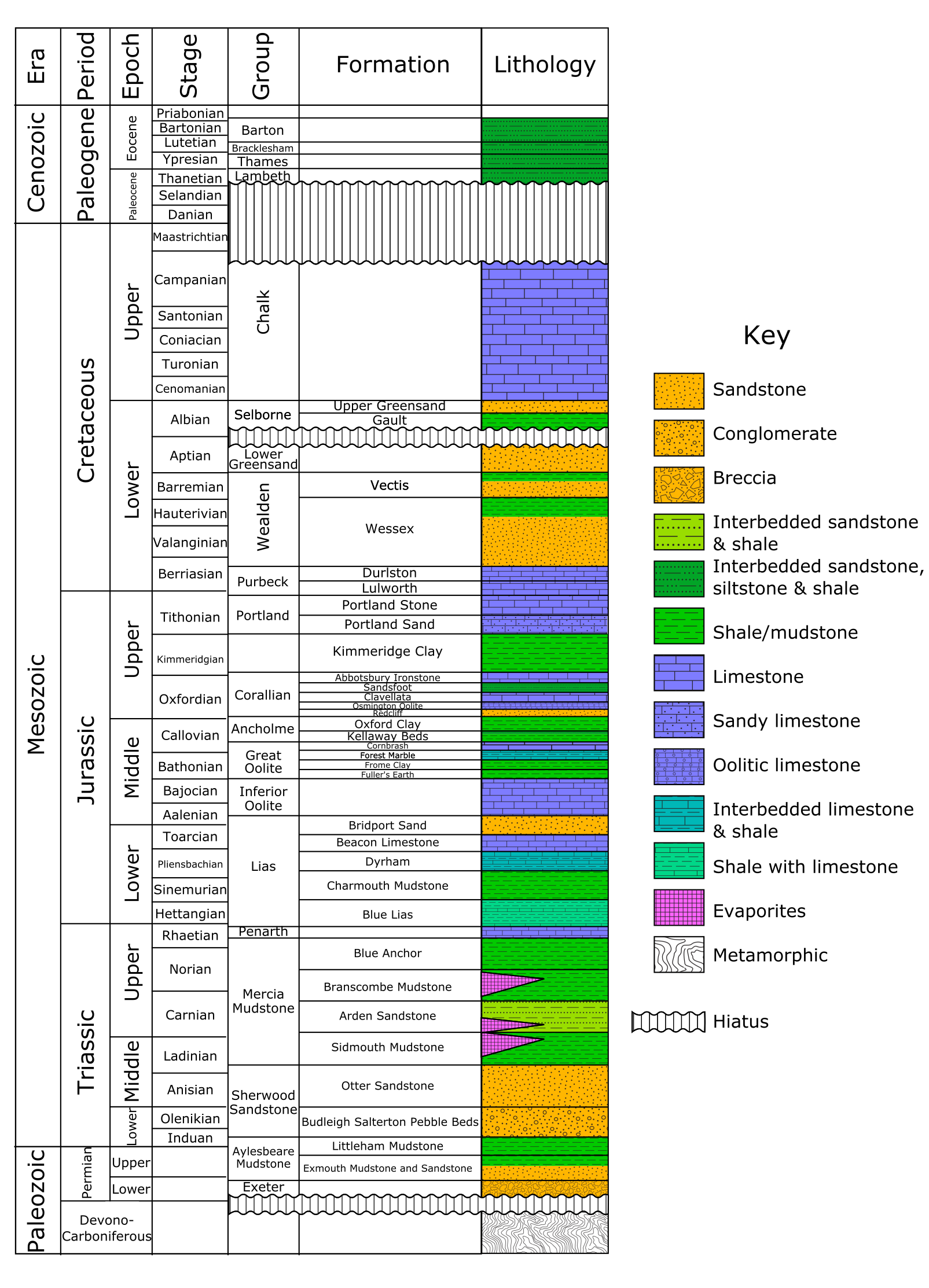
Posición de la Formación de Wessex dentro de la sucesión de la Cuenca de Wessex

El Wessex parte de formas de la Formación del Grupo Wealden  dentro de la Cuenca de Wessex, una área de subsidencia desde el Pérmico y Triásico. La cuenca está localizada a lo largo de mitad del sur de las Islas de Wight y Purbeck, extendiendo costa afuera al Canal inglés. El Grupo Wealden también se ve expuesto en la Cuenca Weald, que posee una separación estratigráfica de sucesión. El Wealden no se presenta ampliamente en otro lugar en Gran Bretaña, cuando estas áreas estaban más elevedas por lo que no occurían deposiciones de sedimentos. La exposición de la formación se ve limitada tras ser  profundamente enterrada bajo los subsiguientes Greensand Bajo,  Selbourne y Chalk, así como su vulnerabilidad ante la erosión. Se ha expuesto en la por la creación de estructuras anticlinales como efecto distante de la formación de los Pirineos como parte de la Orogenia Alpina durante el Paleógeno. Las rocas de fuente importantes para los sedimentos eran del  Massif Cornubiense al  oeste, una meseta aproximadamente equivalente a la extensión de Cornwall y Devon, con ocasionalas piedras transversales transportadas mientras árboles arraigaban encontradas en sedimentos de  Wealden más de 100 kilómetros de su origen.

### La Formación de Wessex en la Isla de Purbeck
La exposición en la Formación de Wessex Formación la Isla de Purbeck se ve limitada a un cinturón delgado en el lado del sur del Purbeck Hills y está más expuesto en Swanage, Lulworth Cove y la Bahía de Worbarrow. Un horizonte persistente notable dentro las secciones  de Purbeck de la formación es el "Arenisca de Cuarzo Tosco", una secuencia de una secuencia de hierro sedimentario gonglomerado de hasta 6 metros de grosor, con muchos estratos incluyendo varios guijarros, subangulares y redondos, predominantemente de una vena derivada de cuarzo, de ahí su nombre. Este horizonte está presente a lo largo de los afloramientos del Wessex en Purbeck.

### La Formación de Wessex de la Isla de Wight

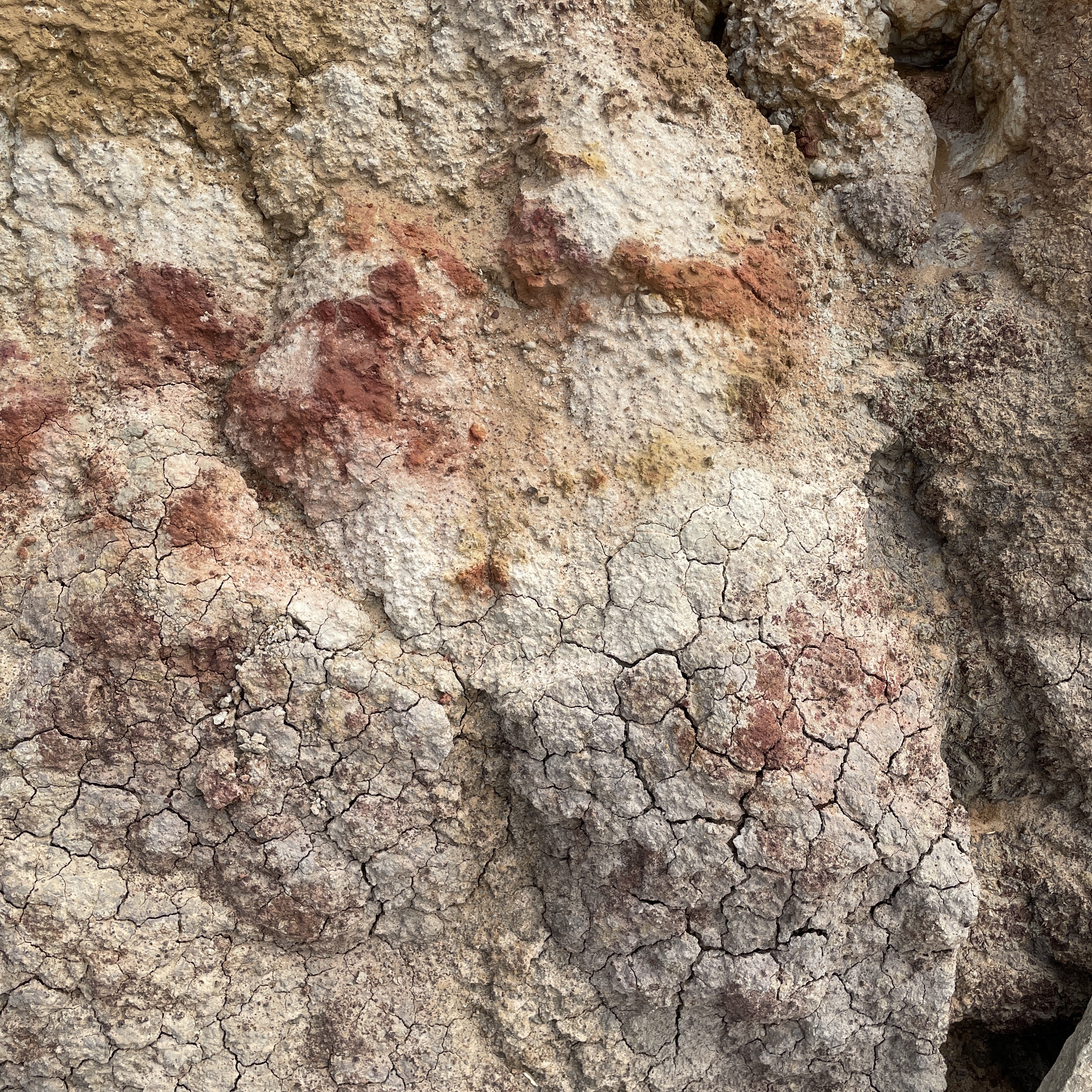
Lutita de la Formación de Wessex

La sucesión de la Isla de Wight tiene dos exposiciones primarias. La mayor ocupando una sección de varios kilómetros de longitud en la costa Suroeste    alrededor de la Bahía de Brighstone, con la otra exposición más pequeña en la costa Sur cerca de Yaverland. Mientras que la formación se data generalmente entre el Berriasiense y el Barremiense, sólo la parte superior de la formación está expuesta en la Isla de Wight, con menos de 200 metros de exposicióm data a los más tardíos Hauteriviense y Barremiense. La frontera entre las dos edades se acerca el horizonte de Pine Raft. Esto hace que la formación coincida con la porción superior de Weald Clay la Cuenca de Weald. La litología primaria de la porción expuesta de la formación en la isla consta de lutita rojiza sin características, ocasionalmente cruzada con areniscas. El entorno de deposición era un terreno inundable en un estrecho, orientado en un valle de este a oeste. El clima en el tiempo de deposición fue semiárido, con base en la presencia de nódulos de caliche pedogénicos  dentro de lutita.  El ya mencionado horizonte  Pine Raft cerca de la base de la porción expuesta de la formación incluye troncos de conífera calcitizados hasta metro en diámetro y 2–3 metrosde longitud.

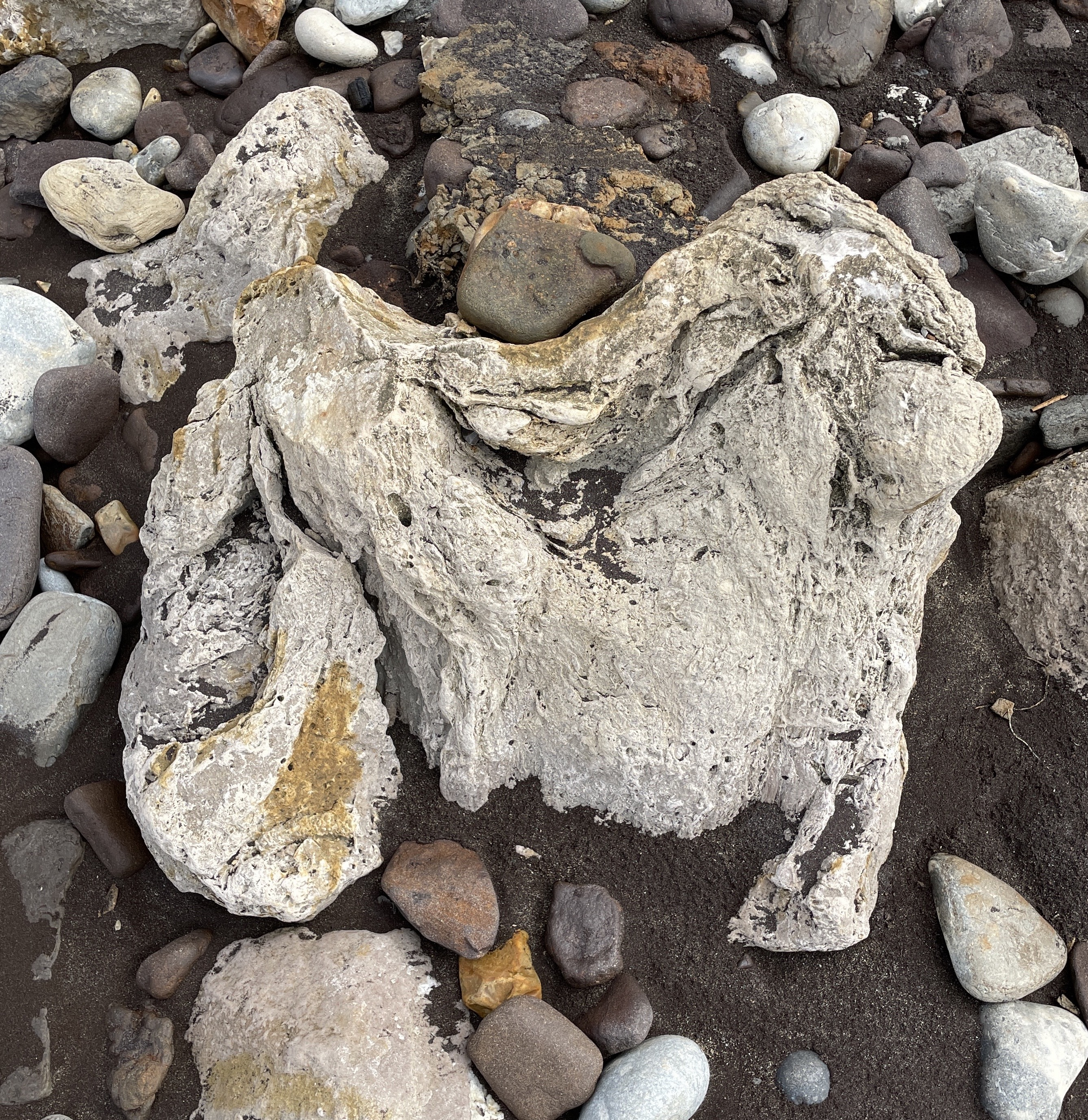
Molde de una huella de dinosaurio, Formación de Wessex

#### Capas de Escombro Vegetal

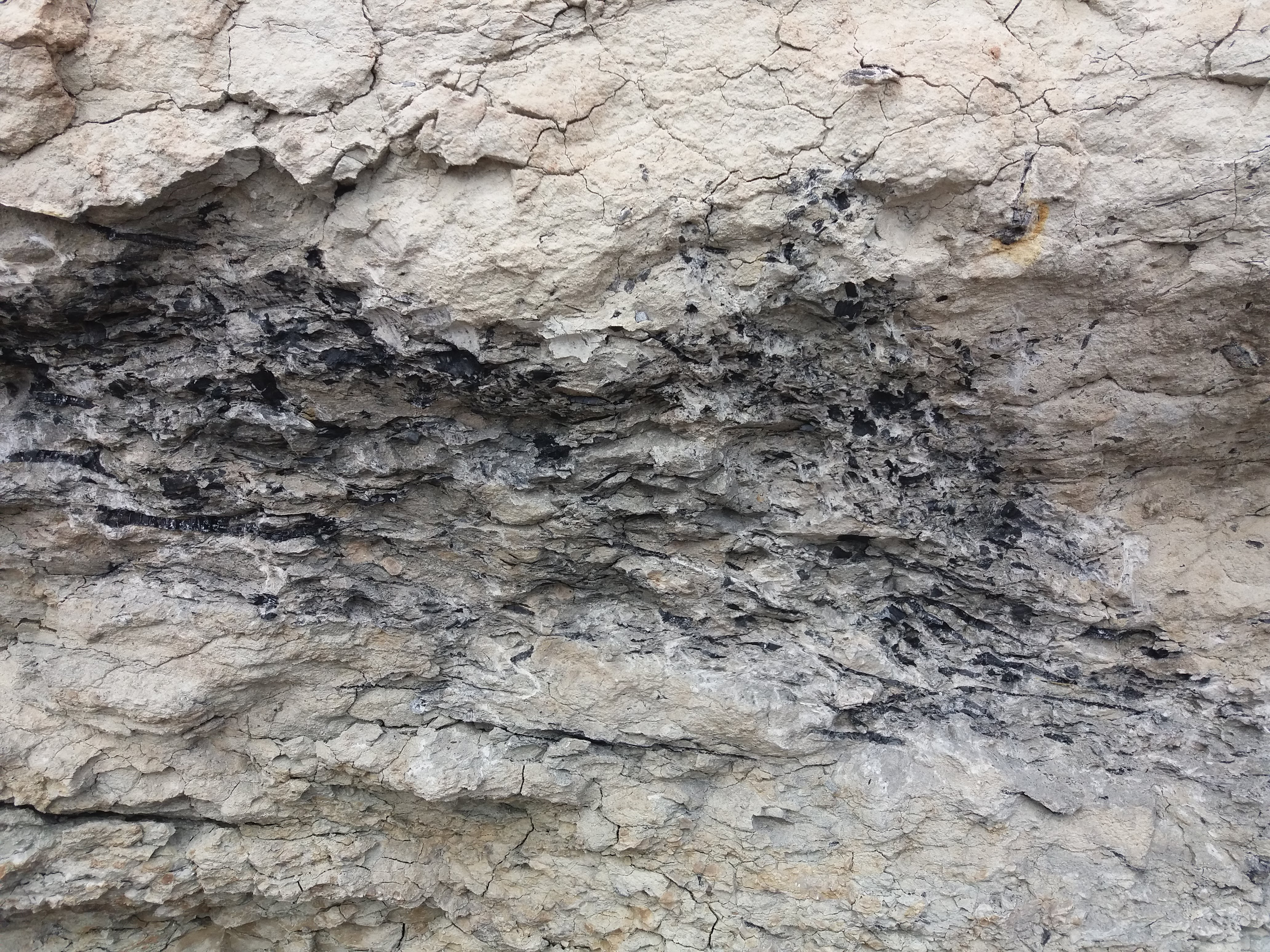
Capa de Escombro Vegetal L6, mostrando materia vegetal carbonizada en lutita gris

Una característica notable de la formación son sus capas de escombro vegetal. Constan de un conglomerado vertical de lutita gris con restos vegetales ligníticos, incluyendo fragmentos de troncos de la gran conífera extinta Pseudofrenelopsis presente en la porción superior. Estos se formaron por depósitos de inundación de la capa inducida por tormentas que llenaron bajos topográphicos preexistentes como brazos muertos y canales abandonados en el entorno. Las capas de escombro no forman un horizonte continuo en la formación, se tratan de extensiones laterales a lo largo de decenas de metros. Muchos de los fragmentos de madera en las capas se ven cementadas junto a nódulos grandes de pirita, sugiriendo que las condiciones de deposición eran anóxicas. La mayoría de fósiles dentro de la formación están asociadas a estas capas, los fósiles vertebrados son mayoritariamente dientes y huesos desarticulados, sugiriendo largos periodos de exposición a los elementos antes del entierro, aunque la falta de abrasión en  los huesos sugiere que no habían sido significativamente transportados. En ocasiones aparecen esqueletos parciales, pero son poco comunes. También se presentan nódulos de siderita autóctona, que ocasionalmente envuelven algunos de los fósiles. Estas capas también existen en la sección Swanage, pero son notablemente más escasas en fósiles.

#### "CapaHypsilophodon"
Mientras la mayoría de fósiles están asociados a las capas de escombros una excepción notable es la "Capa Hypsilophodon" presente en la parte superior de la formación, una capa de hasta 1 metro de grosor gruesa de lutita roja-verde limosa, con dos horizontes separados que han producido casi exclusivamente más de cien esqueletos completos y artículos del dinosaurio Hypsilophodon, ocasionalmente con incluso los tendones de la cola preservados. La capa es extensa lateralmente, ocupando alrededor de un kilómetro. Recientemente se ha sugerido que la acumulación de esqueletos fue un evento de fallecimiento masivo causado por un desplazamiento de grieta . Justo por encima de la "Capa Hypsilophodon"  las lutitas rojas del Wessex cambian a las areniscas claras de "White rock" y las láminas grises de lutitas  superpuestas de la Formación Vectis, causada por un cambio en las condiciones medioambientales de aquella  llanura aluvial  a condiciones de laguna costera, iniciados la temprana transgresión marina del Aptianense. La transición al Vectis está también presente en Swanage pero se adelgaza fuera y desaparece hacia el oeste, debido a una discordancia erosiva con el Grupo Greensand Bajo o el Gault en estas áreas, que a menudo presentan capas de guijarro.

## Paleoambiente
El Wessex  poseía un clima semiárido, y ha  sido comparado a chaparral o matorral mediterráneo de maquia.   Los árboles dominantes eran coníferas de las familias extintas Cheirolepidiaceae perteneciendo a los géneros Pseudofrenelopsis y Watsoniocladus, ambos de los cuales poseían hojas xerofíticas reducidas adaptadas a condiciones áridas. La cubierta arbórea fue escasa, concentrada cerca de vías fluviales, la cubierta del suelo estaba compuesta de helechos xerofíticos.

## Fauna

### Invertebrados
Los invertebrados fueron preservados frecuentemente en la Formación de Wessex. Se pueden encontrar bivalvos de agua dulce unionides como Margaritifera, Nippononaia, y Unio. Estos bivalvos son útiles para reconstruir el paleoambiente de agua dulce durante la deposición de la formación. Especímenes de Viviparus, un gestan presentes. Si bien fósiles de compresión de insectos se encuentran el la subyacente Formación Vectis, todos fósiles de insecto en el Wessex se presentan como o inclusiones en ámbar. El ámbar se presenta como componente raro en las capas de escombro vegetal tanto en la Isla de Wight como la Isla de Purbeck,  la única concentración significativa y donde todos de las inclusiones se  han sido encontrados es un canal en el horizonte L6 de as capas de escombro vegetal al sureste de Chilton Chine. Sólo cuatro especies del ámbar han sido formalmente descritos, Cretamygale chasei una arañamygalomorfa, Dungeyella gavini Libanodiamesa simpsoni, ambos mosquitos quironómidos , así como Embolemopsis maryannae, una avispa parásita embolémida. Existen gráficas de taxones aún no descritos, y varias imágenes de algunos del taxones se han revelado, incluyendo múltiples quironómidos, y un díptero therévido.

#### Artrópodos
| Artrópodos de la Formación de Wessex | Artrópodos de la Formación de Wessex | Artrópodos de la Formación de Wessex | Artrópodos de la Formación de Wessex  | Artrópodos de la Formación de Wessex | Artrópodos de la Formación de Wessex | Artrópodos de la Formación de Wessex |
| Género                               | Especie                              | Ubicación                            | Posición Estratigrafíca               | Abundancia                           | Nota | Imágenes                             |
| ------------------------------------ | ------------------------------------ | ------------------------------------ | ------------------------------------- | ------------------------------------ | --- | ------------------------------------ |
| Cretamygale                          | C. chasei                            | Chilton Chine                        | Horizonte L6 Capa de Escombro Vegetal | Espécimen único                      | Una araña mygalomorfa, descrita de un espécimen encontrado en ámbar.                                                                                             |                                      |
| Dungeyella                           | D. gavini                            | Chilton Chine                        | Horizonte L6 Capa de Escombro Vegetal | Especímenes múltiples                | Un minúsculo quironómido buchonomyiino |                                      |
| Embolemopsis                         | E. maryannae                         | Chilton Chine                        | Horizonte L6 Capa de Escombro Vegetal | Espécimen único                      | Una avispa parásita embolémida también resente en la Formación Zaza. El espécimen fue anteriormente descrito como un dryínido en una conferencia de 2015.        |                                      |
| Libanodiamesa                        | L. simpsoni                          | Chilton Chine                        | Horizonte L6 Capa de Escombro Vegetal | Espécimen único                      | Un quironómido prodiamesinae, género también presente en ámbar libanés                                                                                           |                                      |
| Chironomidae                         | Indeterminado                        | Chilton Chine                        | Horizonte L6 Capa de Escombro Vegetal | 44% de todos los artrópodos          | Incierto cuántos taxones están representados, al menos dos. Al menos uno de ellos es un miembro de tanypodia con una envergadura dos veces mayor que Dungeyella. |                                      |
| Therevidae                           | Indeterminado                        | Chilton Chine                        | Horizonte L6 Capa de Escombro Vegetal | Al menos un espécimen                | |                                      |
| Diptera                              | Indeterminado                        | Chilton Chine                        | Horizonte L6 Capa de Escombro Vegetal | Especímenes múltiples                | Incierto cuántos taxones estaban presentes |                                      |
| Hymenoptera                          | Indeterminado                        | Chilton Chine                        | Horizonte L6 Capa de Escombro Vegetal | Especímenes múltiples                | Incierto cuántos taxones estaban presentes |                                      |
| Blattodea                            | Indeterminado                        | Chilton Chine                        | Horizonte L6 Capa de Escombro Vegetal | Espécimen único                      | |                                      |
| Coleoptera                           | Indeterminado                        | Chilton Chine                        | Horizonte L6 Capa de Escombro Vegetal | Espécimen único                      | |                                      |
| Curculionoidea?                      | Indeterminado                        |                                      |                                       |                                      | Representado por perforaciones en una semilla de gimnosperma. |                                      |

### Peces cartilaginosos
| Peces cartilaginosos de la Formación de Wessex | Peces cartilaginosos de la Formación de Wessex | Peces cartilaginosos de la Formación de Wessex | Peces cartilaginosos de la Formación de Wessex | Peces cartilaginosos de la Formación de Wessex                     | Peces cartilaginosos de la Formación de Wessex | Peces cartilaginosos de la Formación de Wessex |
| Género                                         | Especie                                        | Ubicación                                      | Posición Estratigrafíca                        | Abundancia                                                         | Nota                                           | Imágenes                                       |
| ---------------------------------------------- | ---------------------------------------------- | ---------------------------------------------- | ---------------------------------------------- | ------------------------------------------------------------------ | ---------------------------------------------- | ---------------------------------------------- |
| Hybodus                                        | H. basanus                                     |                                                |                                                | Egertonodus?                                                       | Tiburónhibodontidó                             |                                                |
| Hybodus                                        | Indeterminado 1                                |                                                | Yaverland Sitio 38, L9                         |                                                                    | Tiburónhibodontidó                             |                                                |
| Hybodus                                        | Indeterminado 2                                |                                                | Yaverland Sitio 38, L9                         |                                                                    | Tiburónhibodontidó                             |                                                |
| Hybodus                                        | Indeterminado 3                                |                                                | Yaverland Sitio 38, L9                         |                                                                    | Tiburónhibodontidó                             |                                                |
| Lonchiodon                                     | L. breve                                       |                                                | Yaverland Sitio 38                             |                                                                    | Tiburón hybodontidolonchidiido                 |                                                |
| Lonchiodon                                     | L. striatum                                    |                                                | Yaverland Sitio 38, L9                         | 51.43% de todos los taxones chondrichthianos en L9                 | Tiburón hybodontidolonchidiido                 |                                                |
| Lonchiodon                                     | Indeterminado 1                                |                                                | Yaverland Sitio 38, L9                         |                                                                    | Tiburón hybodontidolonchidiido                 |                                                |
| Lonchiodon                                     | Indeterminado 2                                |                                                | Yaverland Sitio 38, L9                         | 35.86%de todos los taxones chondrichthianos en Yaverland, Sitio 38 | Tiburón hybodontidolonchidiido                 |                                                |
| Lonchiodon                                     | Indeterminado 3                                |                                                | Yaverland Cama 38, L9                          |                                                                    | Tiburón hybodontidolonchidiido                 |                                                |
| Hylaeobatis                                    | H. problematica                                |                                                |                                                |                                                                    | Tiburón hybodontidolonchidiido                 |                                                |
| Palaeoscyllium                                 | Indeterminado                                  |                                                |                                                |                                                                    | Esciliorrínido                                 |                                                |
| Parvodus                                       | P. heterodon                                   |                                                |                                                |                                                                    | Tiburón hybodontido lonchidiido                |                                                |
| Protospinax                                    | Indeterminado                                  |                                                |                                                |                                                                    | Tiburón Selachimorfo                           |                                                |
| Vectiselachos                                  | V. ornatus                                     |                                                |                                                |                                                                    | Tiburón hybodontido lonchidiido                |                                                |

### Peces Actinopterigios
| Peces Actinopterigios de la Formación de Wessex | Peces Actinopterigios de la Formación de Wessex | Peces Actinopterigios de la Formación de Wessex | Peces Actinopterigios de la Formación de Wessex | Peces Actinopterigios de la Formación de Wessex | Peces Actinopterigios de la Formación de Wessex | Peces Actinopterigios de la Formación de Wessex |
| Género                                          | Especie                                         | Ubicación                                       | Posición Estratigrafíca                         | Abundancia                                      | Notas                                           | Imágenes                                        |
| ----------------------------------------------- | ----------------------------------------------- | ----------------------------------------------- | ----------------------------------------------- | ----------------------------------------------- | ----------------------------------------------- | ----------------------------------------------- |
| Belonostomus                                    | Indeterminado                                   |                                                 |                                                 |                                                 |                                                 |                                                 |
| Caturus                                         | Indeterminado                                   |                                                 |                                                 |                                                 |                                                 |                                                 |
| Coelodus                                        | Indeterminado                                   |                                                 |                                                 |                                                 |                                                 |                                                 |
| Coccolepis                                      | Indeterminado                                   |                                                 |                                                 |                                                 |                                                 |                                                 |
| Lepidotes                                       | Indeterminado                                   |                                                 |                                                 |                                                 |                                                 |                                                 |
| Ocloedus                                        | Indeterminado                                   |                                                 |                                                 |                                                 |                                                 |                                                 |
| Pachythrissops                                  | Indeterminado                                   |                                                 |                                                 |                                                 |                                                 |                                                 |
| Pycnodontiformes                                | Indeterminado                                   |                                                 |                                                 |                                                 |                                                 |                                                 |
| Scheenstia                                      | Indeterminado                                   |                                                 |                                                 |                                                 |                                                 |                                                 |

### Lisanfibios
| Anfibios de la Formación de Wessex | Anfibios de la Formación de Wessex | Anfibios de la Formación de Wessex | Anfibios de la Formación de Wessex                                                                                  | Anfibios de la Formación de Wessex                         | Anfibios de la Formación de Wessex | Anfibios de la Formación de Wessex |
| Género                             | Especie                            | Ubicación                          | Posición Estratigrafíca                                                                                             | Abundancia                                                 | Notas                              | Imágenes                           |
| ---------------------------------- | ---------------------------------- | ---------------------------------- | --- | ---------------------------------------------------------- | ---------------------------------- | ---------------------------------- |
| Wesserpeton                        | W.evansae                          |                                    | L2 y Yaverland 38                                                                                                   |                                                            | Anfibio Albanerpetóntido           |                                    |
| Anura                              | Indeterminada                      | Múltiples                          | 1: Yaverland 38 2: L2 y Yaverland 38 3: L2 y Yaverland 38 4: Yaverland 38 5: Yaverland 38                           | Al menos 5 taxones distinguidos por caracteres en su ilion |                                    |                                    |
| Urodela                            | Indeterminada                      | Múltiples                          | 1: L2, L14 y Yaverland 33 y 38 2: L9 y Yaverland 38 3: Sitio sin denominación en la bahía de Compton y Yaverland 38 | Al menos 3 taxones distinguido spor sus vértebras de atlas |                                    |                                    |

### Escamosos
| Squamata de la Formación de Wessex | Squamata de la Formación de Wessex | Squamata de la Formación de Wessex | Squamata de la Formación de Wessex | Squamata de la Formación de Wessex | Squamata de la Formación de Wessex | Squamata de la Formación de Wessex |
| Género                             | Especie                            | Ubicación                          | Posición Estratigrafíca | Abundancia | Notas                              | Imágenes                           |
| ---------------------------------- | ---------------------------------- | ---------------------------------- | --- | --- | ---------------------------------- | ---------------------------------- |
| Meyasaurus                         | Indeterminada                      | Yaverland                          | Yaverland Sitio 38 | Dientes y una mandíbula inferior parcial | Género también presente en España  |                                    |
| Anguimorpha                        | Indeterminada                      | Varias capas de escombro vegetal   | 1.º taxon L14 y L2, 2.º L2 y Yaverland 38, 3.º Yaverland 38                                                                                                | Al menos 3 taxones repesentados por dientes aislados, maxila y fragmentos de mandíbula inferior, junto a un posible cuarto taxón.                                                                                       |                                    |                                    |
| Scincomorpha                       | Indeterminada                      | Varias capas de escombro vegetal   | 1: L14 y Yaverland 38 2: Yaverland 38, 3: L2 y Yaverland 38 4,5: Yaverland cama 38 6:L2, L14 y Yaverland 38 7,8,9: Yaverland 38 10: L2, L14 y Yaverland 38 | Al menos 10 taxones distintos representados por dientes aislados, maxila y fragmentos de mandíbula inferior, algunos de los cuales sonparamacellodidos basados en la ocurrencia común de osteodermos propias del grupo. |                                    |                                    |

### Tortugas
| Tortugas de la Formación de Wessex | Tortugas de la Formación de Wessex | Tortugas de la Formación de Wessex | Tortugas de la Formación de Wessex | Tortugas de la Formación de Wessex | Tortugas de la Formación de Wessex | Tortugas de la Formación de Wessex |
| Género                             | Especie                            | Ubicación                          | Posición Estratigrafíca            | Material                           | Notas | Imágenes                           |
| ---------------------------------- | ---------------------------------- | ---------------------------------- | ---------------------------------- | ---------------------------------- | --- | ---------------------------------- |
| Helochelydra                       | H. nopcsai                         |                                    |                                    | Caparazón y material de cráneo     | Helochelydrido |                                    |
| Brodiechelys                       | B. brodiei                         |                                    |                                    | Fragmentos del caparazón           | Xinjiangchelyido, anteriormente conocido como los sinónimos Plesiochelys brodiei Lydekker, 1889; Plesiochelys valdensis Lydekker, 1889 y Plesiochelys vectensis Hooley, 1900 |                                    |

### Neosuquios
| Neosuquios de la Formación de Wessex | Neosuquios de la Formación de Wessex | Neosuquios de la Formación de Wessex | Neosuquios de la Formación de Wessex                                | Neosuquios de la Formación de Wessex                                                   | Neosuquios de la Formación de Wessex | Neosuquios de la Formación de Wessex |
| Género                               | Especie                              | Ubicación                            | Posición Estratigrafíca                                             | Abundancia                                                                             | Notas                                | Imágenes                             |
| ------------------------------------ | ------------------------------------ | ------------------------------------ | ------------------------------------------------------------------- | -------------------------------------------------------------------------------------- | ------------------------------------ | ------------------------------------ |
| Anteophthalmosuchus                  | A. hooleyi                           |                                      | Discutido, o en la parte superior de Wessex o la inferior de Vectis |                                                                                        |                                      |                                      |
| Anteophthalmosuchus                  | A. epikrator                         | Punto de Hanover                     |                                                                     | Cráneo mayoritariamente completo y dentarios parciales y material postcranial asociado |                                      |                                      |
| Bernissartia                         | Indeterminado                        |                                      |                                                                     | 40 dientes aislados                                                                    |                                      |                                      |
| Hulkepholis                          | H. willetti                          |                                      |                                                                     |                                                                                        |                                      |                                      |
| Koumpiodontosuchus                   | K. aprosdokiti                       |                                      |                                                                     |                                                                                        |                                      |                                      |
| Theriosuchus                         | Indeterminado                        |                                      |                                                                     |                                                                                        |                                      |                                      |
| Vectisuchus                          | V. leptognathus                      | Barnes High                          | Justo bajo la base del Vectis                                       | "Parcial semi-esqueleto articulado"                                                    |                                      |                                      |

### Plesiosaurs
| Plesiosaurs de la Formación de Wessex | Plesiosaurs de la Formación de Wessex | Plesiosaurs de la Formación de Wessex | Plesiosaurs de la Formación de Wessex | Plesiosaurs de la Formación de Wessex | Plesiosaurs de la Formación de Wessex | Plesiosaurs de la Formación de Wessex |
| Género                                | Especie                               | Ubicación                             | Posición Estratigrafíca               | Abundancia                            | Notas                                 | Imágenes                              |
| ------------------------------------- | ------------------------------------- | ------------------------------------- | ------------------------------------- | ------------------------------------- | ------------------------------------- | ------------------------------------- |
| Elasmosauridae                        | Indeterminado                         | Bahía Compton                         |                                       | Vértebras                             |                                       |                                       |
| Plesiosauroidea                       | Indeterminado                         | Fosas de lazo, atherfield             |                                       | Propodial                             | Leptocleididae?                       |                                       |

### Mamíferos
| Mamíferos de la Formación de Wessex | Mamíferos de la Formación de Wessex | Mamíferos de la Formación de Wessex | Mamíferos de la Formación de Wessex                              | Mamíferos de la Formación de Wessex | Mamíferos de la Formación de Wessex | Mamíferos de la Formación de Wessex |
| Género                              | Especie                             | Ubicación                           | Posición Estratigrafíca                                          | Material | Notas                               | Imágenes                            |
| ----------------------------------- | ----------------------------------- | ----------------------------------- | ---------------------------------------------------------------- | --- | ----------------------------------- | ----------------------------------- |
| Eobaatar                            | E. clemensi                         | Múltiples Capas de Escombro         | L9, Yaverland sitios 38 y CL3                                    | Dientes | Eobatárido multituberculado         |                                     |
| ?Gobiconodon                        | Indeterminado                       | Yaverland                           | Yaverland Cama 38                                                | Un premolar inferior | Gobiconodontid                      |                                     |
| Loxaulax                            | ?L. valdensis                       |                                     |                                                                  | Dientes | Eobatárido multituberculado         |                                     |
| Yaverlestes                         | Y. gassoni                          | Múltiples Capas de Escombro         | Mandíbula de Yaverland capa 38, dientes aislados de L2, L9 y L14 | Fragmentos de mandíbula y dientes aislados | Spalacotheriid                      |                                     |
| Dryolestidae                        | Indeterminado                       | Múltiples Capas de Escombro         | Yaverland capa 38 y L9                                           | Un más bajo correcto molar (NHMUK.M45558) C, un superior izquierdo molar (NHMUK.M45564)., un tentatively refirió más bajo izquierdo o premolar correcto superior (NHMUK.M45484) |                                     |                                     |
| Eutriconodonta                      | Indeterminado                       | Yaverland                           | Yaverland capa 38                                                | Molar inferior izquierdo |                                     |                                     |
| Zatheria                            | Indeterminado                       |                                     |                                                                  | Premolares | Eutheria?                           |                                     |

### Pterosaurios
| Pterosaurios de la Formación de Wessex | Pterosaurios de la Formación de Wessex | Pterosaurios de la Formación de Wessex | Pterosaurios de la Formación de Wessex | Pterosaurios de la Formación de Wessex                            | Pterosaurios de la Formación de Wessex | Pterosaurios de la Formación de Wessex |
| Género                                 | Especie                                | Ubicación                              | Posición Estratigrafíca                | Material                                                          | Notas                                  | Imágenes                               |
| -------------------------------------- | -------------------------------------- | -------------------------------------- | -------------------------------------- | ----------------------------------------------------------------- | -------------------------------------- | -------------------------------------- |
| Caulkicephalus                         | C. trimicrodon                         |                                        |                                        | Cráneo y fragmentos rostrales                                     | Un ornitoquéirido                      |                                        |
| Istiodactylus                          | I. latidens                            |                                        |                                        | Cráneo y esqueleto parciales, y fragmentos mandibulares referidos | Un istiodactílido                      |                                        |
| Coloborhynchus                         | Indeterminado                          |                                        |                                        | Fragmento del Rostrum                                             | Un ornitoquéirido                      |                                        |
| Wightia                                | W. declivirotris                       |                                        |                                        | Fragmento del Rostrum                                             | Un tapejárido                          |                                        |
| Ctenochasmatidae                       | Indeterminado                          |                                        |                                        | Diente, tal vez de un gnathosaurino                               |                                        |                                        |
| istiodactílidoae                       | Indeterminado                          |                                        | Encontrado a lo largo de la cuenca     | Dientes                                                           | Dos especies distintas de I.latidens   |                                        |
| Neoazhdarchia                          | Indeterminado                          |                                        |                                        | Húmero                                                            |                                        |                                        |
| ornitoquéiridoae                       | Indeterminado                          |                                        |                                        | "Parcial distal del metacarpo IV izquierdo"                       | Envergadura estimada de 5.6 metros     |                                        |

### Dinosaurios

#### Ornithisquios
| Ornithisquios de la Formación de Wessex | Ornithisquios de la Formación de Wessex | Ornithisquios de la Formación de Wessex | Ornithisquios de la Formación de Wessex | Ornithisquios de la Formación de Wessex | Ornithisquios de la Formación de Wessex | Ornithisquios de la Formación de Wessex | Ornithisquios de la Formación de Wessex |
| Género                                  | Especie                                 | Synonyms                                | Ubicación                               | Posición Estratigrafíca                 | Material                                | Notas | Imágenes                                |
| --------------------------------------- | --------------------------------------- | --------------------------------------- | --------------------------------------- | --------------------------------------- | --------------------------------------- | --- | --------------------------------------- |
| Hypsilophodon                           | H. foxii                                |                                         |                                         | Hypsilophodon Cama                      | Muchos esqueletos parciales             | |                                         |
| Heterodontosauridae?                    | Indeterminado                           |                                         |                                         |                                         | Dientes                                 | Similares a los dientes del heterodontosáurido Tianyulong. |                                         |
| Iguanodon                               | I. bernissartensis                      |                                         |                                         |                                         |                                         | Los especímenes clasificados como Iguanodon seelyi son referibles a esta especie |                                         |
| Mantellisaurus                          | M. atherfieldensis                      | Dollodon bampingi, Proplanicoxa?        |                                         |                                         |                                         | |                                         |
| Polacanthus                             | P. foxii                                | Polacanthoides ponderosus?              |                                         |                                         |                                         | Vértebras dorsales, dorsosacral vértebras, vértebras sacras, caudosacral vértebra, vértebras caudales, costillas dorsales, ilios, pubises, isquios, fémures, tibia,s partes distales del peroné, astrágalos, metatarsos, falanges ungueales, escudo sacro y osteodermos. |                                         |
| Polacanthinae                           | Indeterminado                           |                                         |                                         |                                         |                                         | Distinto de P. foxii. |                                         |
| Ankylosauria                            | Undescribed                             |                                         |                                         |                                         | Esqueleto parcial                       | Nombrado el "anquilosaurio de Spearpoint". Parte del esqueleto está en el Museo Dinosaurio Isle (IWCMS 1996.153), mientras otras partes están en una colección privada. Probablemente representa un taxón distinto de Polacanthus.                                       |                                         |
| Valdosaurus                             | V. canaliculatus                        |                                         |                                         |                                         | Múltiples esqueletos parciales          | Un driosáurido |                                         |

#### Saurópodos
| Saurópodos de la Formación de Wessex        | Saurópodos de la Formación de Wessex | Saurópodos de la Formación de Wessex | Saurópodos de la Formación de Wessex | Saurópodos de la Formación de Wessex | Saurópodos de la Formación de Wessex | Saurópodos de la Formación de Wessex |
| Género                                      | Especie                              | Ubicación                            | Posición Estratigrafíca              | Material | Notas | Imágenes                             |
| ------------------------------------------- | ------------------------------------ | ------------------------------------ | ------------------------------------ | --- | --- | ------------------------------------ |
| Chondrosteosaurus                           | C. gigas                             |                                      |                                      | "Varias vértebras cervicales." | |                                      |
| Eucamerotus                                 | E. foxi                              |                                      |                                      | "Vértebra dorsal." | Quizás un somphospondylino? |                                      |
| Iuticosaurus                                | I. valdensis                         |                                      |                                      | "Varias vértebras caudales." | |                                      |
| Oplosaurus                                  | O. armatus                           |                                      |                                      | "Diente." | |                                      |
| Ornithopsis                                 | O. eucamerotus                       |                                      |                                      | "Isquio y pubis", considerado como un "titanosaurio no-diagnóstico de afinidades inciertas"                                                                             | |                                      |
| Ornithopsis                                 | O. hulkei                            |                                      |                                      | Uno vértebra dorsal. | |                                      |
| Undescribed Sauropod (Barnes Alto sauropod) | Indeterminado                        |                                      |                                      | "Esqueleto postcranial parcial, incluyendo vértebras presacrales , vértebras caudales anteriores, elementos de las cinturas pectorales y de las extremidades"           | Actualmente en una colección privada e inaccesible a investigadores. Conocido informalmente como "el saurópodo de Barnes High". Posiblemente sinónimo de Eucamerotus |                                      |
| "Angloposeidon" (Informal)                  | Indeterminado                        |                                      |                                      | Una vértebra cervical y centrum posiblemente asociado | Representa un animal que medía 20 metros o más de longitud. Sabido informalmente conocido como"Angloposeidon". Quizás un somphospondylino                            |                                      |
| Rebbachisauridae                            | Indeterminado                        |                                      |                                      | Escápula, radio y cubito, varias vértebras cervicales, sacrales y caudales; y dientes aislados de varios individuos                                                     | Tiene afinidades cercanas aDemandasaurus y Nigersaurus |                                      |
| Titanosauria                                | Indeterminado                        |                                      |                                      | Dos grandes vértebras caudales del medio aisladas, una vértebra cervical grande aislada, BMNH R5333, dos vértebras caudales con un fragmento de una tercera articulada. | |                                      |

#### Terópodos
| Terópodos de la Formación de Wessex | Terópodos de la Formación de Wessex | Terópodos de la Formación de Wessex | Terópodos de la Formación de Wessex | Terópodos de la Formación de Wessex | Terópodos de la Formación de Wessex | Terópodos de la Formación de Wessex |
| Género                              | Especie                             | Ubicación                           | Posición Estratigrafíca             | Material | Notas | Imágenes                            |
| ----------------------------------- | ----------------------------------- | ----------------------------------- | ----------------------------------- | --- | --- | ----------------------------------- |
| Avialae                             | Indeterminado                       |                                     |                                     | Dientes aislados | Posiblemente un enantiornitas y un Hesperornithiforme presente                                                                                    |                                     |
| Aristosuchus                        | Apusillus                           |                                     |                                     | "Sacro y pubis." | Un compsognátido |                                     |
| Calamosaurus                        | C. foxi                             |                                     |                                     | "Vértebras." | Un compsognátido |                                     |
| Calamospondylus                     | C. oweni                            |                                     |                                     | "Vértebras." | Un posible oviraptorosaurio |                                     |
| Ceratosuchops                       | C. inferodios                       |                                     |                                     | Material craneal parcial | Un espinosáurido, previamente considerado restos de Baryonyx.                                                                                     |                                     |
| Eotyrannus                          | E. lengi                            |                                     |                                     | "Cráneo y esqueleto parcial" | Un tiranosauroide |                                     |
| Neovenator                          | N. salerii                          |                                     |                                     | Elementos craneales y postcraneales de al menos cuatro individuos. | Un carcarodontosáurido |                                     |
| Ornithodesmus                       | O. cluniculus                       |                                     |                                     | | Una especie de dromeosáurido, originalmente identificado como un pterosaurio                                                                      |                                     |
| Richardoestesia?                    | Indeterminado                       |                                     |                                     | Dientes | Dudoso |                                     |
| Riparovenator                       | R. milnerae                         |                                     |                                     | Cráneo parcial y material vertebral referido | Un espinosáurido, previamente considerado restos de Baryonyx.                                                                                     |                                     |
| Tetanurae                           | Indeterminado                       | Chilton Chine                       |                                     | Pubis parcial pubis y fémur | Distinto de Neovenator y Baryonyx. Actualmente en una colección privada.                                                                          |                                     |
| Thecocoelurus                       | T. daviesi                          |                                     |                                     | "Vértebras Cervicales." | Un terópodo de clasificación incierta, posiblemente un ornitomimosaurio (Conclusión cuestionada tanto por Mortimer como Naish).                   |                                     |
| Coelurosaurio no descrito           | Indeterminado                       |                                     |                                     | Esqueleto asociado parcial | Pequeño. En una colección privada, referido como "Aquel que no debe ser Nombrado" por Darren Naish se ha sugerido que pudo ser un tiranosauroide. |                                     |
| Velociraptorinae                    | Indeterminado                       |                                     |                                     | Dientes aislados | Pueden pertenecer a un proceratosáurido, o alternativamente a Vectiraptor.                                                                        |                                     |
| Vectiraptor                         | V. greeni                           |                                     |                                     | Vértebras dorsales y sacrales | Eudromaeosaurio grande |                                     |
| Yaverlandia                         | Y. bitholus                         | Yaverland                           |                                     | Conocido de un "techo del cráneo parcial componiendo ambos frontales y partes del postorbital derecho y el orbitosfenoide izquierdo". Se conoce un segundo espécimen pero aún no e ha publicado formalmente. | Un manirraptor de clasificación inconcreta, originalmente se pensó que era un ornitisquio-                                                        |                                     |

## Flora

### Espermafitas
| Las espermafitas reportadas de la Formación de Wessex | Las espermafitas reportadas de la Formación de Wessex | Las espermafitas reportadas de la Formación de Wessex | Las espermafitas reportadas de la Formación de Wessex | Las espermafitas reportadas de la Formación de Wessex                          | Las espermafitas reportadas de la Formación de Wessex                                   | Las espermafitas reportadas de la Formación de Wessex |
| Género                                                | Especie                                               | Ubicación                                             | Posición Estratigrafíca                               | Material                                                                       | Notas                                                                                   | Imágenes                                              |
| ----------------------------------------------------- | ----------------------------------------------------- | ----------------------------------------------------- | ----------------------------------------------------- | ------------------------------------------------------------------------------ | --------------------------------------------------------------------------------------- | ----------------------------------------------------- |
| Cycadeoidophyta                                       | Indeterminado                                         |                                                       |                                                       | Fragmento de raíz (IWCMS.2010.7)                                               |                                                                                         |                                                       |
| Dadoxylon?                                            | Indeterminado                                         |                                                       |                                                       |                                                                                | Remisión dudosa                                                                         |                                                       |
| Ginkgophyta                                           | Indeterminado                                         |                                                       |                                                       |                                                                                |                                                                                         |                                                       |
| Pseudofrenelopsis                                     | P. parceramosa                                        |                                                       |                                                       | Increíblemente abundante, a veces encontrado como segmentos enteros del tronco | Miembro de Cheirolepidiaceae                                                            |                                                       |
| Watsoniocladus                                        | W. valdensis                                          |                                                       |                                                       |                                                                                | Miembro de Cheirolepidiaceae, anteriormente considerado un miembro de Cupressinocladus. |                                                       |
| Sphenolepis                                           |                                                       |                                                       |                                                       |                                                                                | Miembro de Taxodiaceae                                                                  |                                                       |
| Brachyphyllum                                         | B. obesum                                             |                                                       |                                                       |                                                                                |                                                                                         |                                                       |
| Pityites                                              | P. solmsii                                            |                                                       |                                                       |                                                                                |                                                                                         |                                                       |
| Bennettitales                                         |                                                       |                                                       |                                                       |                                                                                |                                                                                         |                                                       |

### Pteridofitas
| Pteridofitas reportadas en la Formación de Wessex | Pteridofitas reportadas en la Formación de Wessex | Pteridofitas reportadas en la Formación de Wessex | Pteridofitas reportadas en la Formación de Wessex | Pteridofitas reportadas en la Formación de Wessex | Pteridofitas reportadas en la Formación de Wessex | Pteridofitas reportadas en la Formación de Wessex |
| Género                                            | Especie                                           | Ubicación                                         | Posición Estratigrafíca                           | Material                                          | Notas                                             | Imágenes                                          |
| ------------------------------------------------- | ------------------------------------------------- | ------------------------------------------------- | ------------------------------------------------- | ------------------------------------------------- | ------------------------------------------------- | ------------------------------------------------- |
| Polypodiopsida                                    | Indeterminado                                     |                                                   |                                                   |                                                   |                                                   |                                                   |
| Tempskya                                          | Indeterminado                                     |                                                   |                                                   |                                                   | Puede originar del subyacente Grupo Purbeck.      |                                                   |
| Weichselia                                        | W. reticulata                                     |                                                   |                                                   | Especímenes múltiples                             |                                                   |                                                   |